# Leptogenys peringueyi
Leptogenys peringueyi é uma espécie de formiga do gênero Leptogenys, pertencente à subfamília Ponerinae.